# Jurassic World Adventure
Jurassic World Adventure is een simulatordarkride in het Chinese attractiepark Universal Studios Beijing. De attractie opende 20 september 2021 in het themagebied Jurassic World Isla Nublar.
De attractie is gebaseerd op de franchise omtrent Jurassic Park met name de film Jurassic World. De rit wordt afgelegd in een voertuig dat tevens een simulator is. Het kan diverse kanten op kantelen om de ritbeleving te versterken. De voertuigen rijden door een bos waar zich diverse animatronics dinosauriërs bevinden. Een deel van de scènes wordt afgebeeld op schermen. Een van de animatronics is bevestigd aan een rails. Deze wordt ingezet om halverwege de rit een voertuig te achtervolgen.
Oorspronkelijk had Universal een ander ritsysteem voor deze attractie bedacht. Het zouden bolvormige voertuigen worden. Geïnspireerd op de fictieve attractie in de gelijknamige film Jurassic World.